# Dortmund Challenger 1986
Il Dortmund Challenger 1986 è stato un torneo di tennis facente parte della categoria ATP Challenger Series nell'ambito dell'ATP Challenger Series 1986. Il torneo si è giocato a Dortmund in Germania dal 7 al 13 luglio 1986 su campi in terra rossa.

## Vincitori

### Singolare
Horst Skoff ha battuto in finale  Fernando Lleo con il punteggio di 2–6, 6–3, 6–4

### Doppio
Wolfgang Popp /  Huub van Boeckel hanno battuto in finale  Jaroslav Navrátil /  Richard Vogel con il punteggio di 6–3, 6–2